# (3188) Jekabsons
(3188) Jekabsons es un asteroide perteneciente al cinturón de asteroides, descubierto el 28 de julio de 1978 por el equipo del Observatorio Perth desde el Observatorio Perth, Bickley, Australia.

## Designación y nombre
Designado provisionalmente como 1978 OM. Fue nombrado Jekabsons en honor al astrónomo y pintor australiano Peter Jekabsons.